# Kaina Martinez
Kaina Darina Martinez (Seine Bight, 20 febbraio 1986) è un'ex velocista beliziana.

## Biografia
Nata in un villaggio Garifuna nel distretto di Stann Creek, Martinez ha rappresentato con successo il proprio paese in numerose manifestazioni regionali. Oltre ad aver preso parte a due edizioni dei Giochi panamericani e dei Giochi del Commonwealth, ha preso parte ad un'edizione dei Mondiali del 2011 a Taegu e l'anno successivo è stata tra i tre atleti qualificatisi ai Giochi olimpici di Londra 2012, chiamati a rappresentare il Belize. Trasferitasi negli Stati Uniti dal 2013 per continuare la propria carriera, non è stata convocata alle successive Olimpiadi tenutesi nel 2016 a Rio de Janeiro per una disputa con il Comitato Olimpico Nazionale.

## Palmarès
| Anno | Manifestazione             | Sede           | Evento         | Risultato | Prestazione | Note |
| ---- | -------------------------- | -------------- | -------------- | --------- | ----------- | ---- |
| 2005 | Campionati centroamericani | San José       | 100 m piani    | 4ª        | 12"73       |      |
| 2005 | Campionati centroamericani | San José       | 200 m piani    | Argento   | 25"56       |      |
| 2005 | Campionati centroamericani | San José       | 400 m piani    | Bronzo    | 58"28       |      |
| 2005 | Campionati centroamericani | San José       | 4×100 m        | 4ª        | 41"71       |      |
| 2005 | Campionati centroamericani | San José       | 4×400 m        | 4ª        | 4'20"19     |      |
| 2006 | Campionati NACAC under 23  | Santo Domingo  | 100 m piani    | Batteria  | 12"70       |      |
| 2006 | Campionati NACAC under 23  | Santo Domingo  | 200 m piani    | 8ª        | 26"59       |      |
| 2007 | Campionati centroamericani | San José       | 100 m piani    | Bronzo    | 12"47       |      |
| 2007 | Campionati centroamericani | San José       | 400 m piani    | 8ª        | 1'12"66     |      |
| 2007 | Campionati centroamericani | San José       | 4×100 m        | 5ª        | 49"34       |      |
| 2007 | Campionati NACAC           | San Salvador   | 200 m piani    | Batteria  | 25"90       |      |
| 2007 | Giochi panamericani        | Rio de Janeiro | 200 m piani    | Batteria  | 25"66       |      |
| 2008 | Campionati NACAC under 23  | Toluca         | 100 m piani    | Batteria  | 12"31       |      |
| 2009 | Campionati centroamericani | Guatemala City | 100 m piani    | Oro       | 11"98       |      |
| 2009 | Campionati centroamericani | Guatemala City | 200 m piani    | 4ª        | 25"21       |      |
| 2009 | Campionati CAC             | L'Avana        | 100 m piani    | Batteria  | 12"16       |      |
| 2010 | Giochi centramericani      | Panama         | 100 m piani    | Oro       | 12"05       |      |
| 2010 | Giochi centramericani      | Panama         | 200 m piani    | Oro       | 24"89       |      |
| 2010 | Giochi centramericani      | Panama         | Salto in lungo | Argento   | 5,49 m      |      |
| 2010 | Giochi CAC                 | Mayagüez       | 100 m piani    | Batteria  | 12"11       |      |
| 2010 | Giochi CAC                 | Mayagüez       | 200 m piani    | Batteria  | 25"17       |      |
| 2010 | Giochi CAC                 | Mayagüez       | Salto in lungo | 15ª (q)   | 5,56 m      |      |
| 2010 | Campionati centroamericani | Guatemala City | 100 m piani    | Oro       | 12"55       |      |
| 2010 | Campionati centroamericani | Guatemala City | 200 m piani    | Oro       | 25"54       |      |
| 2010 | Campionati centroamericani | Guatemala City | Salto in lungo | Bronzo    | 5,48 m      |      |
| 2010 | Campionati centroamericani | Guatemala City | 4×100 m        | Bronzo    | 50"75       |      |
| 2010 | Campionati centroamericani | Guatemala City | 4×400 m        | Argento   | 4'27"26     |      |
| 2010 | Giochi del Commonwealth    | Nuova Delhi    | 100 m piani    | Batteria  | 12"27       |      |
| 2010 | Giochi del Commonwealth    | Nuova Delhi    | 200 m piani    | Batteria  | 25"65       |      |
| 2010 | Giochi del Commonwealth    | Nuova Delhi    | Salto in lungo | 18ª (q)   | 5,05 m      |      |
| 2011 | Campionati centroamericani | San José       | 100 m piani    | Oro       | 11"74       |      |
| 2011 | Campionati centroamericani | San José       | 200 m piani    | Oro       | 24"17       |      |
| 2011 | Campionati centroamericani | San José       | Salto in lungo | 5ª        | 5,49 m      |      |
| 2011 | Campionati centroamericani | San José       | 4×100 m        | Oro       | 48"50       |      |
| 2011 | Mondiali                   | Taegu          | 100 m piani    | Batteria  | 12"18       |      |
| 2012 | Giochi olimpici            | Londra         | 100 m piani    | Batteria  | 11"89       |      |
| 2014 | Giochi del Commonwealth    | Glasgow        | 100 m piani    | Batteria  | 12"12       |      |
| 2014 | Giochi del Commonwealth    | Glasgow        | 200 m piani    | Batteria  | 24"54       |      |
| 2015 | Campionati centroamericani | Managua        | 100 m piani    | Argento   | 11"59       |      |
| 2015 | Campionati centroamericani | Managua        | 200 m piani    | Argento   | 23"60       |      |
| 2015 | Giochi panamericani        | Toronto        | 100 m piani    | Batteria  | 11"69       |      |
| 2016 | Campionati centroamericani | San Salvador   | 100 m piani    | Oro       | 11"56       |      |
| 2016 | Campionati centroamericani | San Salvador   | 200 m piani    | Argento   | 23"68       |      |
| 2016 | Campionati centroamericani | San Salvador   | 4×100 m        | Oro       | 46"61       |      |